# Glengarriff
Glengarriff (en irlandès Gleann Garbh, que vol dir "glen aspre") és una vila d'Irlanda, al comtat de Cork, a la província de Munster. És coneguda internacionalment com a indret turístic pels seus grans atractius naturals. Es troba al cap nord de la badia de Glengarriff, un petit enclavament de la badia de Bantry.
Es troba a 20 km a l'oest de Bantry, i a 30 km a l'est de Castletownbere, i és una popular aturada al llarg de les rutes de l'àrea. En els darrers anys, la seva importància com a punt de trobada del comerç de peix entre Castletownbere i Cork ha perdut força infraestructura i tràfic de vehicles.

## Economia
En primer lloc, l'economia gira al voltant d'una combinació de turisme, agricultura de subsistència i els serveis locals.